# Schmaler Schaufelläufer

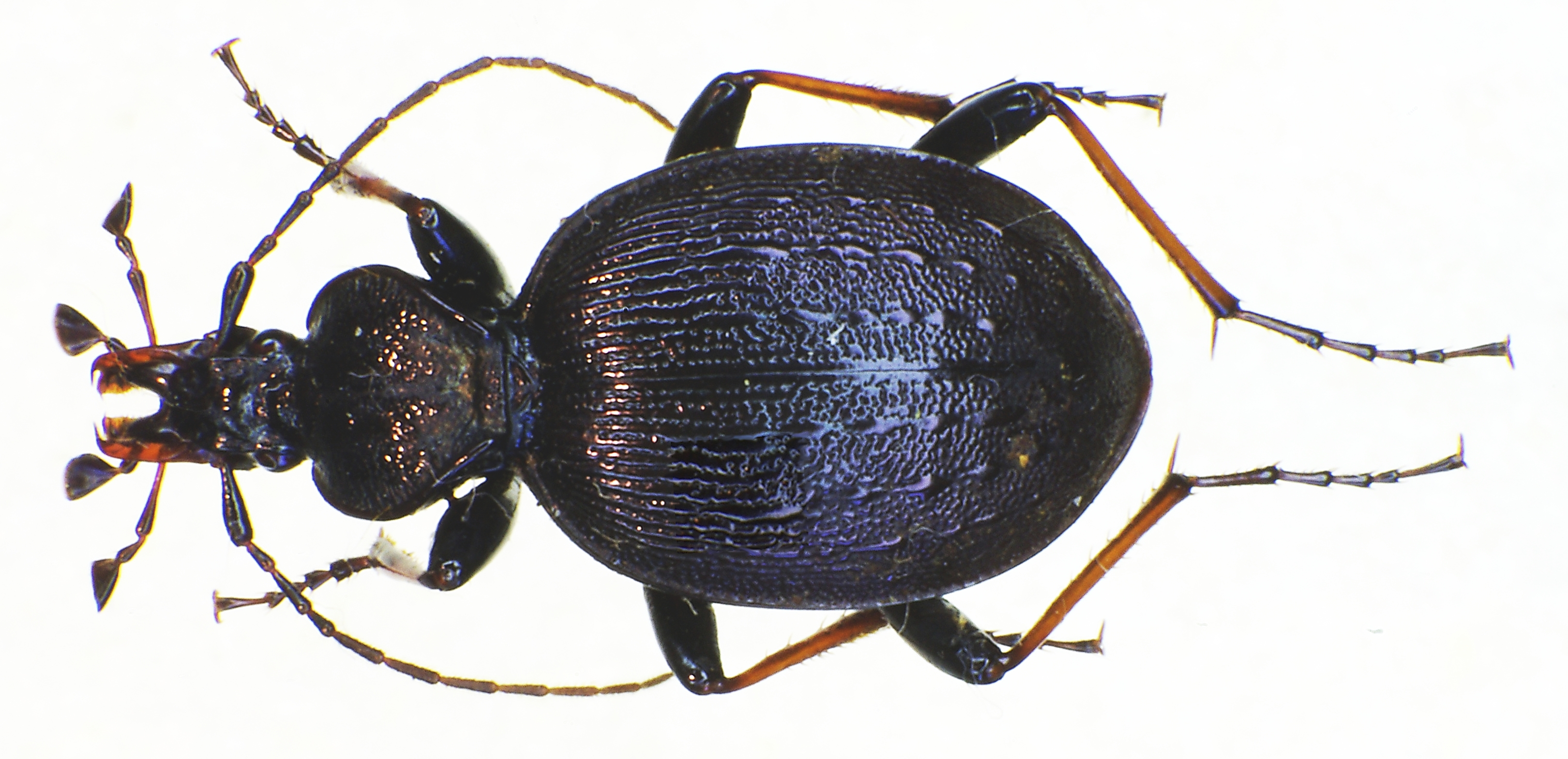
Präparat, Dorsalansicht

Der Schmale Schaufelläufer oder Berg-Schaufelläufer (Cychrus attenuatus) ist ein Laufkäfer aus der Gattung der Schaufelläufer (Cychrus).

## Beschreibung
Der Schmale Schaufelläufer ist mit einer Körpergröße zwischen 13 und 17 Millimetern etwas kleiner als der Gewöhnliche Schaufelläufer. Er ist ebenfalls schwarz, allerdings auffällig bronzefarben glänzend. Die Oberschenkel (Femur) sind richtig schwarz, die Unterschenkel (Tibia) an allen Beinen auffällig gelbrot.
|                |            |
| Seitenansicht  |            |
|                |            |
| Frontalansicht | Unterseite |

## Vorkommen
Das Verbreitungsgebiet des Schmalen Schaufelläufers erstreckt sich über Mittel- und Nordeuropa, wobei er auch in den italienischen Alpen, den Pyrenäen und den Karpaten sowie in Russland zu finden ist.

## Lebensweise
Er lebt auch in feuchten Nadelwäldern oder in Erlenbrüchen, außerdem in Buchenwäldern. Zu finden ist er tagsüber in Moospolstern oder unter Rinde. Er fehlt im Flachland und ist nur in den Höhen der Mittel- und Hochgebirge (Alpen) bis zum Ende der Waldzone zu finden.